# 76-мм горная пушка образца 1904 года
76-мм горная пушка образца 1904 года (также 3-дюймовая горная скорострельная пушка образца 1904 года) — скорострельная горная пушка Обуховского завода, принятая на вооружение в российской императорской армии.

## История[4]
В 1897 году артиллерийский комитет (Арткомитет, Артком, АК) главного артиллерийского управления (ГАУ) пришёл к выводу, что 2,5-дюймовая горная пушка обр. 1883 года устарела. Арткомитет решил принять для новой горной пушки калибр 3 дюйма (76,2 мм) и иметь единый снаряд с 3-дюймовой полевой пушкой и в том же 1897 году Арткомитет согласился испытать предложенную фирмой Виккерс 75-мм скорострельную горную пушку, подобную той, какие применялись англичанами в 1896 году в Судане. К февралю 1899 года эта пушка доставлена на Главный артиллерийский полигон и в течение 1899 года испытана стрельбой и возкой (в запряжке и на вьюках). 75-мм пушка Виккерса не была принята, но испытания её оказали влияние на разработку Арткомом тактико-технических требований к 3-дюймовой горной пушке.
В 1900 году Артком предложил изготовить за свой счёт образцы горных пушек, удовлетворяющих выработанным им требованиям, заводам Круппа, Сен-Шамон, Шнейдера, Обуховскому и Путиловскому. В 1900 году получены ответы только от двух заводов. Крупп заявил, что в данный момент не располагает пушкой с такими данными, но скоро приступит к проектированию такой. Управляющий Морским министерством в письме Военному министру от 7 ноября 1900 года сообщил, что он приказал Обуховскому сталелитейному заводу принять участие в конкурсе.
В 1901 году Сен-Шамон известил ГАУ, что он предлагает изготовить горную пушку в первой половине 1902 года. Обуховский завод сообщил, что предоставит свою пушку к марту 1902 года. В 1901 году заводы Круппа, Шнейдера и Путиловский прислали отказы на участие в конкурсе на горную пушку.
В 1902 году Обуховский завод изготовил две системы 3-дюймовых горных пушек (Перепёлкина и Миллера). Обе в 1902 году испытаны на ГАП — главном артиллерийском полигоне — и показали приблизительно одинаковые результаты, поэтому Артком решил внести некоторые изменения в лафеты и заказать Обуховскому заводу 8 горных пушек (по 4 каждого типа) для войсковых испытаний к маю 1903 года.
Но изготовление восьми пушек задержалось, и на войсковые испытания в две горные батареи на Кавказе пушки отправлены только в начале февраля 1904 года.
Не ожидая окончания войсковых испытаний, на основании Высочайшего повеления от 7 января 1904 года для валового производства выбрана 3-дюймовая пушка на лафете Перепёлкина.
Начавшаяся война с Японией заставила заказать Обуховскому заводу 48 горных пушек системы Перепёлкина (точнее, лафет Перепёлкина, а ствол системы Розенберга). Затем новые заказы: всего в 1904 году заказано Обуховскому заводу 294 орудия для 32 восьмиорудийных батарей и 15 % орудий в запас. Срок выполнения заказа — май 1905 года; завод в срок не уложился.
Новая матчасть горной артиллерии пошла на вооружение:
а) 26 пеших горных батарей;
б) 2-го конно-горного дивизиона;
в) для перевооружения 2 батарей 1-го конно-горного дивизиона (до 1905 года был единственным, именовался просто «конно-горный дивизион»).
К весне 1905 года в действующую армию отправили 15 пеше-горных и 2 конно-горные батареи и 16 пушек с лафетами в запас.
Первые 12 пеше-горных батарей, отправленные на Дальний Восток, с оглобельными передками; затем решено все 26 пеше-горных батарей снабдить колёсными передками. В 1905 году все 15 пеше-горных батарей на Дальнем Востоке снабжены колёсными передками.
Формально 3-дюймовая горная пушка обр. 1904 года принята на вооружение «задним числом» (Приказ по артиллерии 7 ноября 1906 года о введении на вооружение горной артиллерии 3-дюймовой горной скорострельной пушки обр. 1904 г. согласно Высочайшему повелению от 22 сентября 1906 года).
Для конно-горных батарей в 1904 году разработан колёсный передок и четырёхколесный зарядный ящик.
Первоначально пеше-горные батареи — с оглобельным передком, созданным по образцу оглобельного передка горных пушек обр. 1883 г.
Колёсных зарядных ящиков также не было: снаряды возили во вьючных ящиках. Во время русско-японской войны полковник Катранов предложил снабдить пеше-конные пушки колёсным передком, Петербургский арсенал изготовил образцы таких передков, но они не выдержали испытаний. Новый передок разработан и изготовлен Обуховским заводом. Этот передок принят на вооружение, и им снабжены все 3-дюймовые пеше-горные батареи. Кроме того, испытывалась опытная система Тарновского: пеше-горный колёсный передок и колёсный зарядный ящик для 3-дюймовой пушки обр. 1904 г.
В 1908 году испытывали разработанные в 1909 году щиты к 3-дюймовым горным пушкам обр. 1904 г.
В 1909 году в Черногорию послано 4 горные 3-дюймовые пушки обр. 1904 г. В мае 1911 года на вооружении Заамурского округа пограничной стражи 12 3-дюймовых пушек обр. 1904 г.
Так как и после русско-японской войны часть горных батарей имела по-прежнему матчасть обр. 1883 г., износившуюся и устаревшую, то решено всю горную артиллерию перевооружить 3-дюймовыми пушками обр. 1904 г. Согласно положению Военного совета от 14 марта 1908 года предложено Путиловскому заводу изготовить за 12 месяцев со дня заключения контракта 194 3-дюймовые горные пушки обр. 1904 г. и к ним 199 пеше-горных и 13 конно-горных лафетов. Контракт на них заключён с Путиловским заводом 8 апреля 1908 года. Но завод почти не приступил к выполнению заказа, так как Главное артиллерийское управление 29 мая 1908 года направило на завод письма: «… во исполнение Высочайшего повеления от 24 мая 1908 года по поводу изменения образца горных скорострельных пушек контракт откладывается вплоть до окончания опытов с горными пушками».
В феврале 1906 года в Осовецкой крепости испытана 3-дюймовая горная пушка обр. 1904 г. с изменённым лафетом со щитом в варианте противоштурмовой пушки.
В 1914–1917 годах 44 3-дюймовые горные пушки обр. 1904 г. включены в 8 формируемых батарей; 7 из них направлено на Кавказский фронт.

## Устройство пушки, вьючка и тактико-технические характеристики

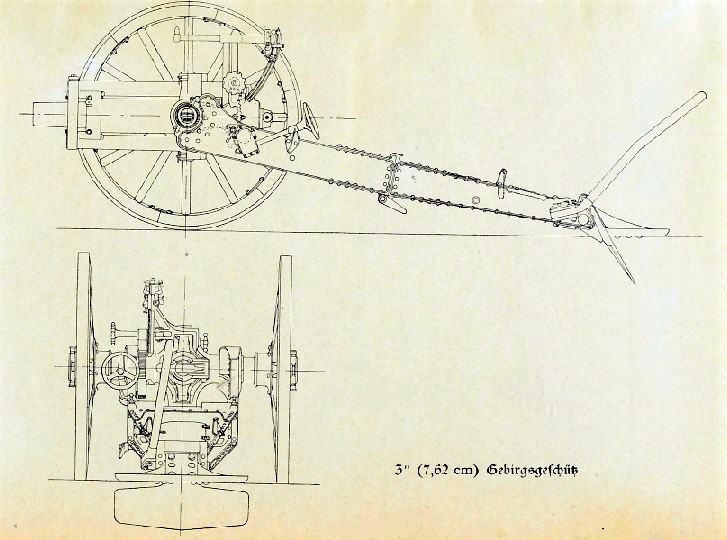
Чертёж

Ствол из внутренней трубы, кожуха и соединительного кольца. В орудиях первоначального изготовления соединительное кольцо надевалось горячим. Впоследствии способ скрепления изменён: кольцо на кожух и внутреннюю трубу навинчивали холодными.
Орудие не имело цапф. Кожух в задней части с двумя захватами — сверху и снизу — для сцепления с головками штоков компрессора.
Нарезы прогрессивной крутизны.
Затвор поршневой, открываемый вправо.
Станок из лобовой и хоботовой частей, толщина их станин 4,76 мм. В подшипниках лобовой части находилась ось — вертлюг: на её наружные концы одевали деревянные колёса.
Ствол в люльке в виде прямоугольной рамы. Верхний и нижний брусья рамы вмещали цилиндры гидравлических компрессоров постоянного сопротивления. Раму с компрессорами могли поворачивать для точной боковой наводки на ±3° в оси вертлюга. Внутри полых осей вертлюга пружины накатника. Подъёмный механизм на вертлюге. Весь вертлюг — элемент качающейся части орудия.
Лафет с двумя сошниками — мёртвым и откидным.
В 1911 году к 3-дюймовым горным пушкам обр. 1904 года принят съёмный щит Розенберга. Щит из четырёх частей. Скоба щита охватывала верх вертлюга лафета, две затяжки ложились на заточки боевой оси. Ширина щита 1600 мм, высота 1143 мм.
Первоначально в пеше-горных системах оглобельный (бесколёсный) передок из двух оглобель и двух поперечин. Запряжка при этом парная уносом. При вьючке такая система из 5 вьюков: орудие, лобовая часть лафета, хоботовая часть лафета, люльки и колёса с оглобельным передком.

### Тактико-технические характеристики

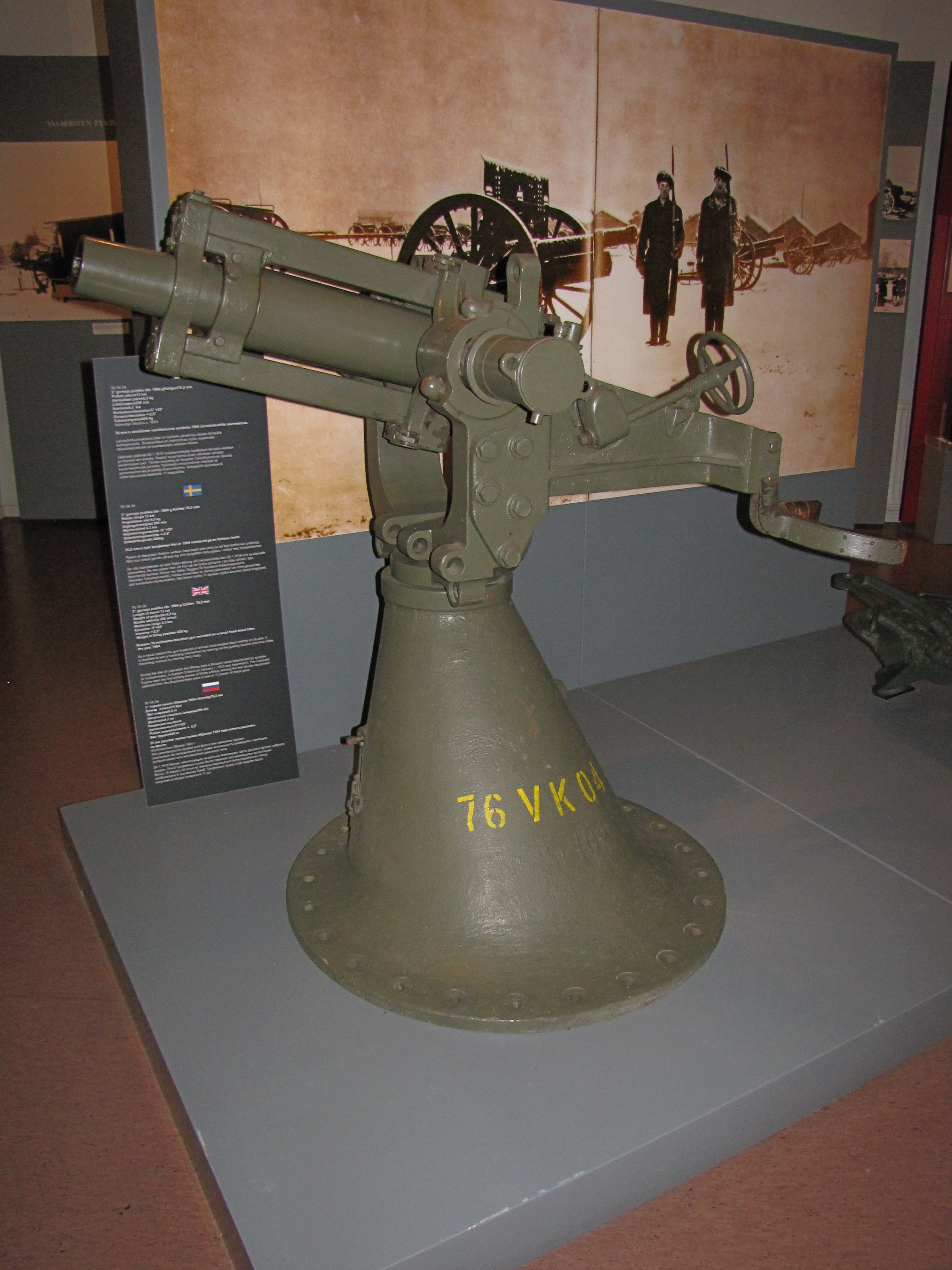
Та же пушка на тумбовом станке, вероятно снятая с одного из четырёх бронированных посыльных судов типа «Пика», переброшенных на Балтийское море с Амура в 1915 году

в скобках указан вес для конно-горного варианта, без скобок для пеше-горного.
- Калибр: 76,2 мм
- Длина ствола полная: 1016 мм / 13 клб.
- Длина нарезной части: 723 мм / 9,5 клб.
- Длина патронника: 216 мм / 2,83 клб.
- Длина замочного гнезда: 78,7 мм
- Крутизна нарезов в начале: 60 клб
- Крутизна нарезов у дула: 25 клб
- Число нарезов: 24
- Глубина нареза: 0,76 мм
- Вес затвора: 9,1 кг
- Вес ствола пушки с затвором: 98,3 кг
- Вес лафета 330(358)кг
- Вес системы в боевом положении 428(456)кг
- Число вьюков: 5 шт
- Дальность стрельбы: 4267 м (граната), 4160 м (шрапнель)
- Начальная скорость снаряда: 290 м/с
- Углы возвышения: −10°/+25°
- Угол горизонтальной наводки: 6°[5]

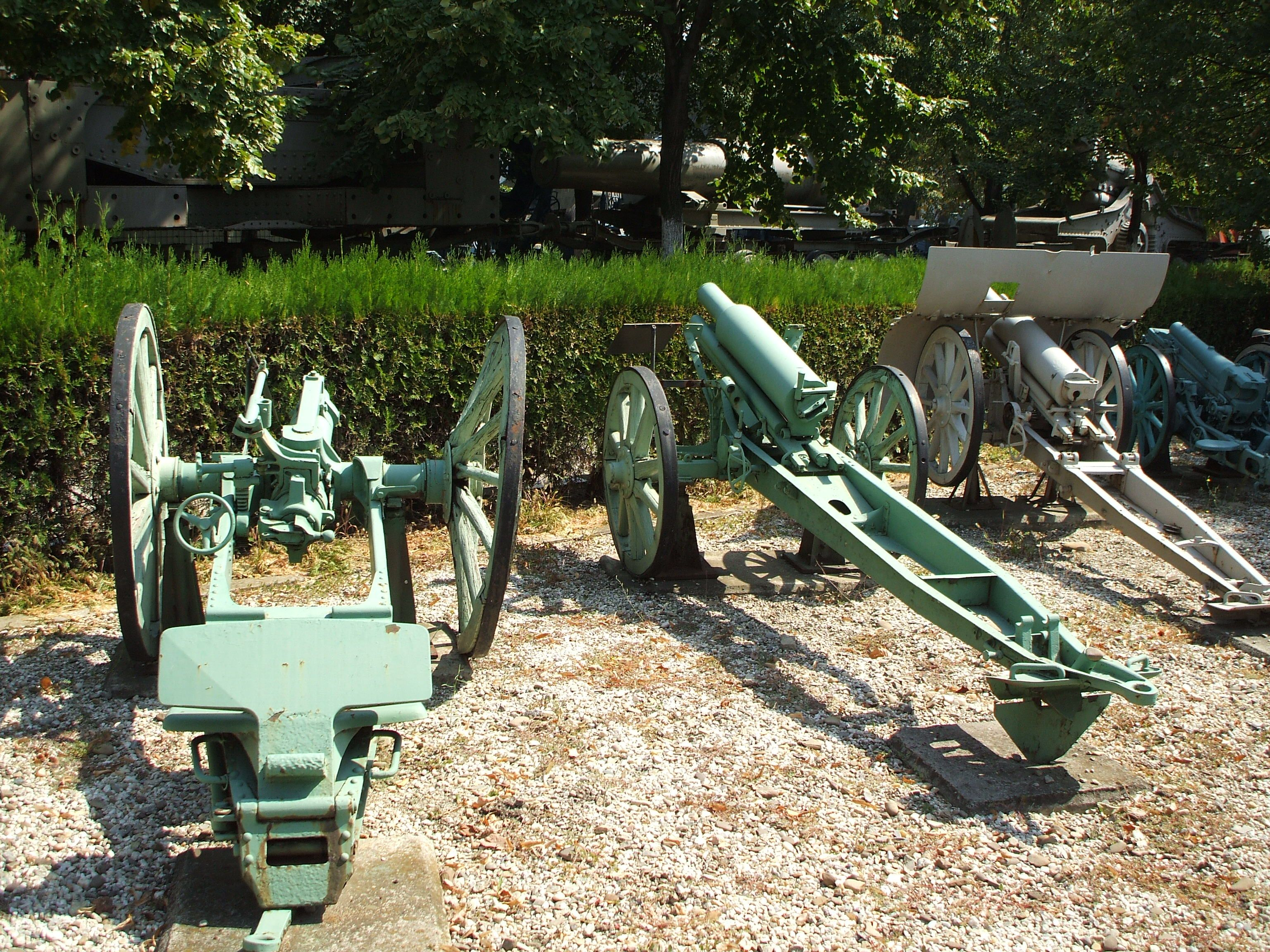

На фотографии слева трёхдюймовая (76,2-мм) горная пушка образца 1904 года на полевом станке без щита, в центре без щита и справа со щитом трёхдюймовые горные пушки образца 1909 года

## Передки, вьючные ящики и боеприпасы 3-дюймовой пушки обр. 1904 г.[5]
Вначале патроны перевозили по 5 только во вьючных ящиках весом по 49 кг.
Позже в пеше-горных системах введён колёсный передок с коробом, где 6 гнёзд на 30 патронов. Колёса передка и дышло с вагами вьючили вместе, а короб с осью — во второй передковый вьюк.

### Заряды и гильзы
Первоначально заряды из пороха МСК, затем марки СГ1. Масса зарядов для всех снарядов одинакова: 200–210 г.
Длина гильзы 191 мм, одинакова с появившейся позже гильзой 3-дюймовой пушки обр. 1909 г., но последняя была упрочнена из-за разницы давлений в канале (на дне гильзы пушки обр. 1909 г. ставили цифру IX). Позже упрочнённые гильзы использовали и в пушках обр. 1904 г.

### Боеприпасы ко времениВеликой Отечественной войны.
Указаны индексы ГАУ времён войны.
- 53-УОФ-352: осколочно-фугасная граната
- 53-УО-352А: осколочная граната
- 53-УБП-352 (53-УБП-352М): бронебойный снаряд
- 53-УШ-352 (53-УШ-352Д): пулевая шрапнель
- 53-УД-352А: дымовая граната
- 53-УЗ-352: зажигательный снаряд

## Модернизация 3-дюймовой горной пушки обр. 1904 г.[4]
В начале декабря 1908 года (к концу сравнительных испытаний горных пушек Шнейдера и Шкода) Обуховский завод доставил на ГАУ новую 3-дюймовую горную пушку. От старой пушки обр. 1904 г. новая отличалась следующим:
1) Начальная скорость того же снаряда увеличена с 290 до 381 м/с.
2) Длина лафета увеличена на 762 мм введением новой средней части.
3) Длина отката увеличилась с 500 до 660 мм.
4) Масса откатных частей увеличена на 30 %.
5) Компрессор одиночный, над орудием.
6) Орудие понижено и подано вперёд, для убирания перевеса дульной части введён пружинный уравновешивающий механизм.
7) Прицел панорамный типа обр. 1906 г. для полевых пушек, но качающийся.
В остальном пушка не отличалась от обр. 1904 г., в том числе накатники прежнего типа в колёсных ступицах (осях вертлюга) с передачей тросами.
Испытания опытной 3-дюймовой пушки Обуховского завода начали 9 декабря 1908 года, сделано 118 выстрелов с начальной скоростью снаряда 381 м/с. При больших углах возвышения при выстрелах казённик ударялся в грунт — требовалось подкладывать брезент, кроме того, при больших углах возвышения затруднено заряжание. Колёса при стрельбе зарывались в грунт.
Комиссия сравнительно быстро прекратила испытания пушки Обуховского завода и признала её неудовлетворительной «вследствие существенных неудобств служебного характера».

## Участие в боевых действиях
С 44 76-мм горными пушками обр. 1904 года в 1914—1917 гг. сформировано 8 горных батарей и кавказский отдельный горный арт. взвод (2 батареи в 1914 г., 4 в 1915 г., 2 в 1916 г., отд. арт. взвод в 1917 г.), из которых 36 пушек в 7 батареях и 1 арт. взводе (кроме Киевской горной батареи в 1916 г.) было направлено на Кавказский фронт.
76-мм горными пушками обр. 1904 года на тумбовых лафетах оснащались 10 посыльных судов — бронекатеров типа «Штык» (Путиловского завода) для Амурской речной флотилии, направленные в 1915 г. по 4 на Балтийский и Черноморский флоты.
8 башенных установок 4 бронепоездов типа «Хунхуз» 2-й Заамурской железнодорожной бригады, построенных в 1915 году .
8 на 4 бронепоездах Кавказской армии, построенных в 1915 году.
2 бронеавтомобиля Пирс-Арроу Ижорского завода.
Захваченные Финляндией 76-мм пушки на тумбовых лафетах (от 4 перевооружённых на 47-мм пушки Гочкиса посыльных судов типа «Штык») использовались для вооружения ДОТов «Линии Маннергейма» в 1938–1939 годах.

## Оценка пушки и аналогов
Горные пушки обр. 1904 г. поступили на Маньчжурский театр военных действий в ощутимых количествах только к весне 1905 г. и не могли сыграть значительной роли, так как: во-первых, последнее крупное Мукденское сражение закончено в феврале 1905 г.; во-вторых, их было немного — всего 17 батарей и 16 запасных пушек, то есть примерно 118 пушек; в третьих, более многочисленные 76-мм пушки образца 1900 года с большей дальностью стрельбы — 8,5 км — и сравнимой практической скорострельностью.
Японские горные пушки Тип 31 (тип 1898 года), в значительных количества применяемые японской армией, имели значительно большую дальность стрельбы — 6,5 км, но скорострельность в 2–3 раза меньше — 2–3 выстрела в минуту, но главное, имели фугасный снаряд — фугасную гранату, а у русских 3-дюймовых — 76-миллиметровых — только шрапнель, мало подходящая для стрельбы на пересечённой местности по пехоте из-за значительного количества ложбин и пригорков для укрытия от шрапнели.
В Первой мировой войне пушка обр. 1904 г. применялась в основном на Кавказском фронте, где в отличие от 76-мм горной пушки обр. 1909 года долго могла транспортироваться на вьюках в труднопроходимых горах: 76-мм горная пушка образца 1909 года имела большие массы вьюков, вьючные лошади быстро уставали и поэтому её в разобранном положении почти не перевозили.
В турецкой (и болгарской) артиллерии была 7,5 cm Gebirgs-kanone M. 04 — 75-мм горная пушка Круппа 1904 года, имеющая сравнимую дальность стрельбы — 4,8 км, но несколько больший вес 2 из 4 разобранных частей — по 105 кг ствола и люльки. Их в турецкой артиллерии к 1915 году — вступлению Турции в войну — было примерно 135. Также у турок, вероятно, была Krupp 75mm mountain gun M. 1886 — 75-мм нескорострельная горная пушка Круппа 1886 года, но её практическая скорострельность значительно меньше из-за картузного заряжания и использования (частичного — были и бездымные) метательных зарядов с дымным порохом, при несколько меньшей дальности стрельбы — 4 км.
На Юго-Западном фронте горные пушки могли применяться в боях осени 1914 – весны 1915 гг. и 1916–1918 гг. в Карпатах, хотя их там могло быть около 1 батареи.
Австро-Венгрия в начале войны имела 4 горных орудия сходного калибра, из них 2 – 7 cm Gebirgsgeschütz M 99 (1899 года) и 7 cm Gebirgsgeschütz M 09 (1909 года) калибром 72,5 мм — были близки по характеристикам 76-мм пушке 1904 г.: обе имели вес 315 и 456 кг, дальности стрельбы 4,8 и 5,3 км, но у первого из-за затруднённой точной наводки и примитивного прицела реальная дальность стрельбы была ещё меньшей. Фактически это орудие чаще вело огонь прямой наводкой.